# ボソ (プロヴァンス王)
ボソ（Boso, ? - 887年）は、ボゾン家出身のフランク人貴族。カロリング朝の親戚であり、プロヴァンス王（在位：879年 - 887年）。父はロタリンギアの伯であるビヴィン・ド・ゴルズ。おばのテウトベルガはロタリンギア王ロタール2世の妻。ボソは又、イタリアの伯であり彼の名の元となったボソの甥であり、サンモーリス修道院長であるフクベルトの甥でもある。869年にフクベルトから修道院長を相続した。

## シャルル禿頭王への奉仕
870年、西フランク王シャルル2世（禿頭王）はボソの妹リシルドと結婚した。ボソは、この結婚後、王である義兄に臣従した。同じ年、ボソはジラール・ド・ルシヨンに代わり、リヨンおよびヴィエンヌ伯に任命された。
872年、シャルル2世はボソを王位継承者であるルイ2世の執事および護衛長に任命した。さらにボソはブールジュ伯にも任命された。ルイ2世はアキテーヌの副王として君臨したが、若年であったため、王国の政治を行なったのはボソであった。
875年の秋、ボソはシャルル2世のイタリアへの最初の軍事行動に従軍した。876年2月、パヴィーアの議会でイタリアの首位の大臣および総督に任命され、公に格上げされた。彼はおそらくまたプロヴァンスの支配を託された。彼は副王として振る舞い、ローマ皇帝ロドヴィコ2世の唯一の娘エルマンガルドと結婚することで、ますます威信を高めた。

## 支持を失う
877年、ボソはシャルル2世のイタリアへの二度目の軍事行動に賛同せず、同じ意見を持つ貴族達と共謀してシャルル2世を打倒しようとした。10月にシャルル2世が死亡した後、共謀した貴族達はシャルル2世の息子に強制して、彼らの権利と特権を承認させた。
ボソはまた、教皇と親密な関係を築き、教皇ヨハネス8世を878年9月トロワまで送った。教皇はそこで西フランク王ルイ2世（吃音王）に対し、イタリアでの支援を要請した。教皇はボソを養子として迎えた。そしておそらく、ルイ2世を皇帝として戴冠することを申し出た。ヨハネス8世はボソを戴冠することを希望していたと言われている。

## 独立した統治
879年4月、ルイ2世は死に、二人の成人した息子、ルイとカルロマンを残した。ボソは他の西フランク貴族と共に、ルイを単独の王とすることを主張したが、結局ルイとカルロマンの二人が王に選ばれた。しかしボソは、二人の王に忠誠を誓うことを拒否し、「Dei gratia id quod sum（神の恩寵により、それは私自身である）」という形式を用いて、7月に独立を宣言した。ボソは又、皇帝である義理の父が、彼を後継者として指名していたと主張した。879年10月15日、マンタイユ教会会議に集められたローヌ川およびソーヌ川流域の司教・貴族達は、ボソをルイ2世の後継者たる王に選出した。ボソは、以後1世紀以上に渡って西ヨーロッパに出現するカロリング朝以外の王の最初の例となった。この出来事は、フランク族の間での、王の家系を考慮しない自由選挙の最初の出現となった。これは聖職者の選挙における教会法上の原理（不変の慣習ではない）によって示唆させられたものだった。
ボソの王国は、普通はプロヴァンス王国と呼ばれ、アルル、エクス＝アン＝プロヴァンス、ヴィエンヌ、リヨン（ラングルを除く）、おそらくブザンソンの各大司教管区、そしてタランテーズ、ユゼス、ヴィヴィエの各司教管区から構成された。
ルイ3世とカルロマンの兄弟は880年3月にアミアンで父の王国を分割した後、共同してボソに対して軍を進め、マコンやボソの領地の北方の一部を奪った。また、彼らは東フランク王カール3世とも協力してヴィエンヌを8月から11月まで包囲したが、失敗に終わった。
882年8月、ボソはヴィエンヌにおいて弟オータン伯リシャール（正義公）により包囲され、9月にヴィエンヌはリシャールに占領された。この後、ボソは自領の大部分を回復させることができず、ヴィエンヌ周辺のみにとどまった。
ボソは887年に死去し、息子のルイ（のちの盲目王）が跡を継いだ。

## 子女
ボソは二度結婚している。最初の妻については未詳。1女がいる。
- ウィラ（873年 - 924年以前） - 1.ブルグント王ルドルフ1世と結婚、2.イタリア王ウーゴと結婚

876年、イタリア王ロドヴィコ2世の娘エルマンガルドと二度目の結婚をした。1男2女がいる。
- エルメンガルド（877年頃 - 935年） - シャロン伯マナセ1世と結婚、ジルベール・ド・シャロンの母
- エンゲルベルガ（877年 - 917年） - アキテーヌ公ギヨーム1世と結婚[4]
- ルイ3世（ルドヴィーコ3世）（盲目王）（880年頃 - 928年） - プロヴァンス王（887年 - 928年）、イタリア王（900年 - 905年）、ローマ帝（901年 - 905年）